# Sound of the Apocalypse
Sound of the Apocalypse is het tweede muziekalbum dat de Zweedse band Black Bonzo uitbrengt. Opgenomen in hun eigen Skellefteå, komen er drie versies uit: Een Japanse versie (met 2 extra composities) en twee versies voor de rest van de wereld (in jewelcase en digipack). De muziek is in tegenstelling tot de onheilspellende titel en hoes niet zo zwaar; je zou meer muziek verwachten in de stijl van bijvoorbeeld Opeth en The Cure, maar echte "doemmuziek" blijft uit.

## Musici
- Mike Israel – slagwerk
- Anthon Johansson – basgitaar
- Magnus Lindgren – zang
- Nicklas Ahlund – toetsen (Hammond, mellotron, piano en synthesizers)
- Joachim Karlsson – gitaren, bouzouki en fluit.

## Composities
1. Thorns upon a crown
2. Giant games
3. Yesterdays friends
4. The well
5. Intermission: Revelation song
6. Ageless door
7. Iscariot
8. Sound of the Apocalypse

Alle composities door Black Bonzo.